# 群馬県道26号高崎安中渋川線
群馬県道26号高崎安中渋川線（ぐんまけんどう26ごう たかさきあんなかしぶかわせん）は、群馬県高崎市から安中市を経て、渋川市に至る県道（主要地方道）である。

## 概要

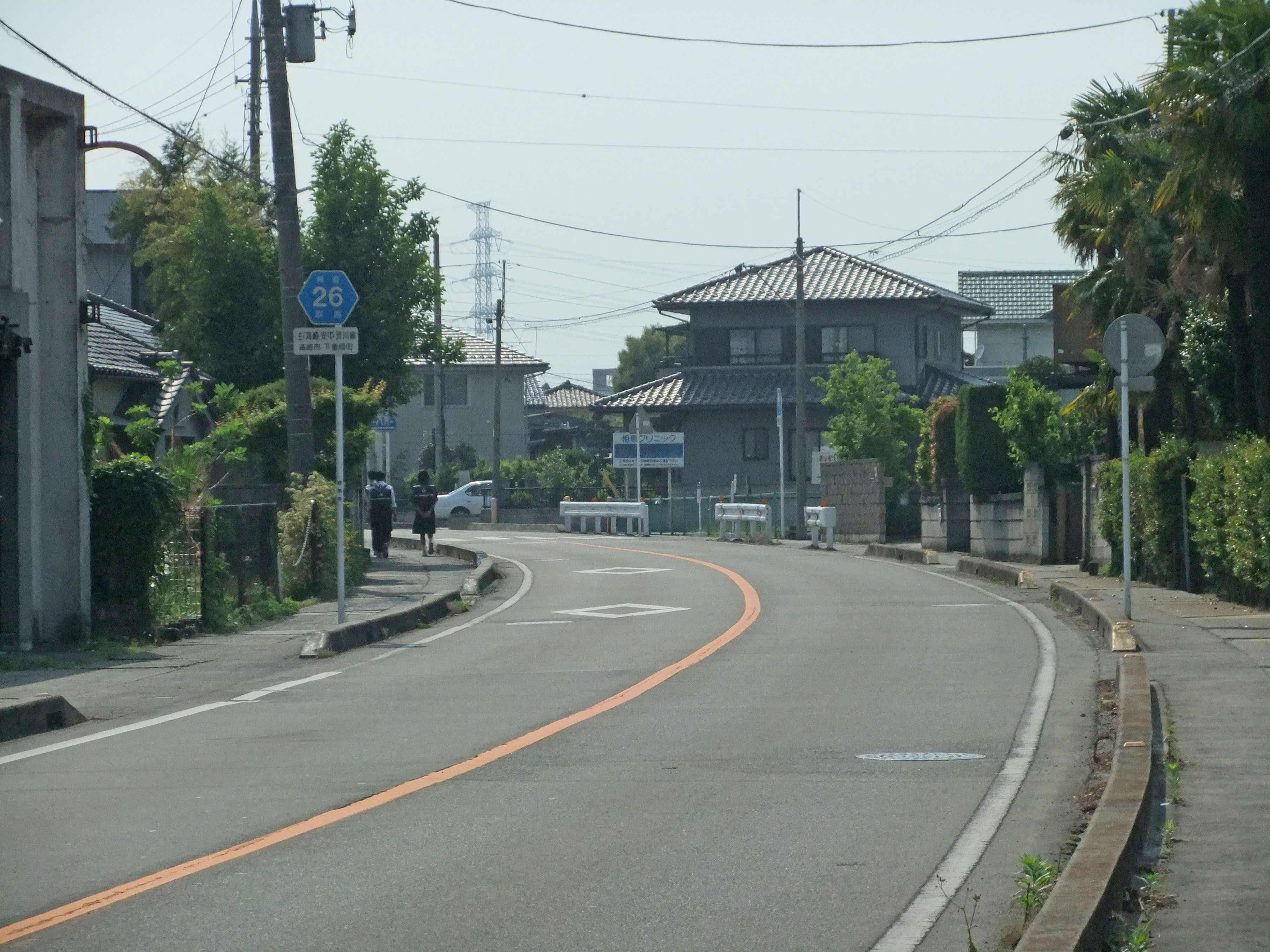
単独区間の起点付近（高崎市下豊岡町）の様子。この付近は国道18号の旧道（旧中山道のバイパス）であった区間である。

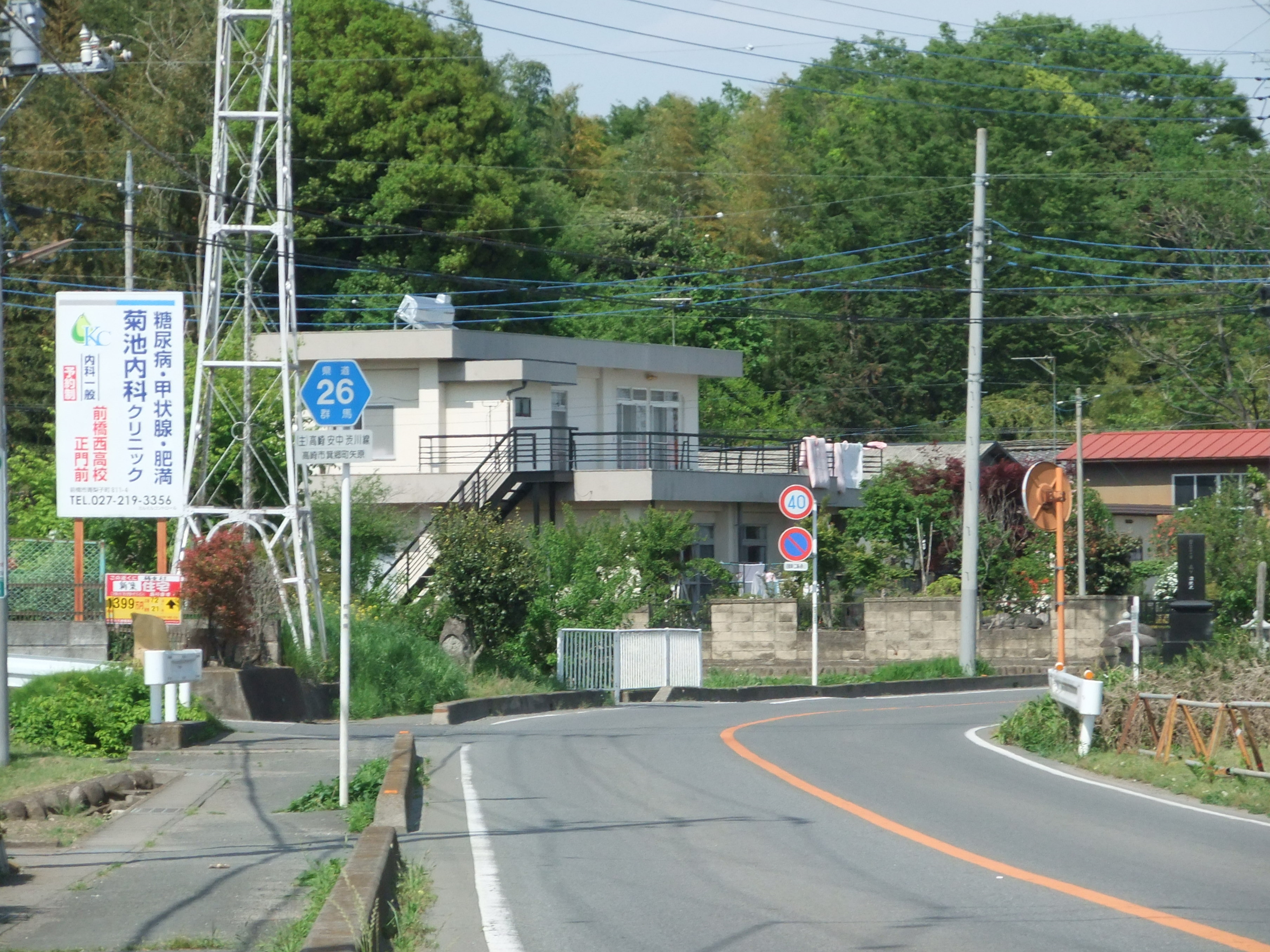
高崎市箕郷町矢原付近の様子

高崎、安中、渋川の3市を結ぶ幹線道路で、1994年（平成6年）4月に群馬県より認定を受けた県道の路線の一つである。経由地の安中市板鼻を境に、道路の進行方角は大きく異なり、高崎 - 安中間は東西方向の旧国道18号に指定されていた街道筋の旧幹線道路、安中 - 渋川間は南北方向の幹線道路である。
起点から安中市板鼻（板鼻宿交差点）までの区間は、本路線の認定以前は県道高崎富岡線と呼ばれていた区間で、国道17号・18号・406号と重複したのち、国道18号の豊岡バイパス開通以前の国道18号旧道の経路をたどる。また、上豊岡町交差点（高崎市）から板鼻下町交差点（安中市）までの区間は、国道18号の現道と重複する。板鼻下町交差点で再び単独区間に入った後、板鼻交差点で南に進路をとり、次の板鼻宿交差点で群馬県道10号前橋安中富岡線と合流（重複）する。本県道は、この前橋安中富岡線を板鼻陸橋で一度オーバーパスすることから、安中市板鼻町内を矩形で一周する線形になる。
安中市板鼻から終点までの区間は、本路線の認定以前は県道渋川安中線と呼ばれていた区間で、高崎市箕郷町、北群馬郡榛東村の中心部と北群馬郡吉岡町の北部を通過し、渋川市の八木原駅前を通過して、同市半田で国道17号（旧道）に合流する。このうち、安中市板鼻から高崎市沖町までの区間は群馬県道10号前橋安中富岡線と重複する。

### 路線データ
- 起点：高崎市若松町73番地先（国道17号上、群馬県道25号・群馬県道71号交点〈聖石橋交差点〉）[1]
- 終点：渋川市大字半田字向畑1737番の3地先（国道17号交点〈半田交差点〉）[1]
- 重要な経過地：安中市[2]

## 歴史
- 1954年（昭和29年）8月10日
  - 県道板鼻富岡線を廃止し[3]、高崎市若松町から碓氷郡板鼻町までの区間を加えて、県道高崎富岡線を認定[4]。
  - 県道箕輪渋川線、箕輪板鼻線を廃止し[3]、県道渋川安中線を認定[4]。
- 1993年（平成5年）5月11日 - 建設省から、県道渋川安中線・県道高崎富岡線の一部が高崎安中渋川線として主要地方道に指定される[5]。
- 1994年（平成6年）4月1日 - 県道高崎富岡線（整理番号14）および渋川安中線（整理番号22）を廃止し[6]、高崎安中渋川線（整理番号73）を認定[2]。残りの区間は、同日に廃止された前橋群馬高崎線の区間と合わせ、前橋安中富岡線（整理番号72）となる[2]。

## 路線状況

### 支線
- 高崎市沖町・沖町東交差点 - 同市我峰町・我峰町交差点（約0.36 km）

### 重複区間
終点付近（特に八木原駅周辺）では群馬県道162号八木原停車場線・群馬県道163号八木原停車場小倉線と重複する。
- 国道17号（高崎市若松町・聖石橋交差点 - 高崎市並榎町・君が代橋東交差点）
- 国道18号（高崎市並榎町・君が代橋東交差点 - 高崎市下豊岡町・君が代橋西交差点）
- 国道406号（高崎市下豊岡町・君が代橋西交差点 - 高崎市下豊岡町・下豊岡町西交差点）
- 国道18号（高崎市上豊岡町・上豊岡町交差点 - 安中市板鼻町・板鼻下町交差点：約2.1 km）
- 群馬県道10号前橋安中富岡線（安中市板鼻町・板鼻宿交差点 - 板鼻二丁目交差点 - 高崎市沖町・沖町東交差点：約3.8 km）
- 群馬県道28号高崎東吾妻線（高崎市箕郷町東明屋：約0.1 km）
- 群馬県道25号高崎渋川線（北群馬郡吉岡町大字小倉・小倉中央交差点 - 同・小倉交差点：約1 km）
- 群馬県道163号八木原停車場小倉線（吉岡町小倉・小倉交差点 - 八木原駅前：1.1 km）
- 群馬県道162号八木原停車場線（八木原駅前 - 終点：約1.3 km）

## 地理

### 通過する自治体
- 高崎市
- 安中市
- 北群馬郡
  - 榛東村
  - 吉岡町
- 渋川市

### 交差する道路
- 国道17号・群馬県道25号高崎渋川線・群馬県道71号高崎神流秩父線（起点）
- 群馬県道49号藤木高崎線（高崎市高松町・和田橋交差点）
- 国道17号・国道18号・国道354号（高崎市並榎町・君が代橋東交差点）
- 国道18号（国道406号 重複）（高崎市下豊岡町・君が代橋西交差点）
- 国道406号（高崎市下豊岡町・下豊岡町西交差点）
- 国道18号・高崎市道高崎環状線（高崎市上豊岡町・上豊岡町交差点）
- 群馬県道141号群馬八幡停車場藤塚線（高崎市藤塚町・少林山入口交差点）
- 国道18号（安中市板鼻町・板鼻下町交差点）
- 群馬県道137号箕郷板鼻線（安中市板鼻町）
- 群馬県道171号吉井安中線（安中市板鼻町・板鼻交差点）
- 群馬県道10号前橋安中富岡線（安中市板鼻町・板鼻宿交差点）
- 群馬県道137号箕郷板鼻線（安中市板鼻町・板鼻二丁目交差点）
- 国道406号（高崎市下豊岡町（下大島町交差点）
- 群馬県道29号あら町下室田線（高崎市沖町）
- 群馬県道10号前橋安中富岡線（高崎市沖町・沖町東交差点）
- 群馬県道137号箕郷板鼻線バイパス（高崎市箕郷町上芝・上芝西交差点）
- 群馬県道137号箕郷板鼻線（高崎市箕郷町上芝・箕郷支所入口交差点）
- 群馬県道6号前橋箕郷線（高崎市箕郷町西明屋・西明屋交差点）
- 群馬県道126号榛名山箕郷線（高崎市箕郷町西明屋・西明屋箕輪小学校前交差点）
- 群馬県道28号高崎東吾妻線（高崎市箕郷町東明屋）
- 群馬県道123号柏木沢大八木線（高崎市箕郷町柏木沢・柏木沢交差点）
- 群馬県道153号水沢足門線・群馬県道154号新井下室田線（榛東村広馬場・広馬場交差点）
- 群馬県道161号南新井前橋線（榛東村新井
- 群馬県道153号水沢足門線・群馬県道154号新井下室田線（榛東村山子田・山子田交差点）
- 群馬県道15号前橋伊香保線（吉岡町小倉・上野田交差点）
- 群馬県道25号高崎渋川線（吉岡町小倉・小倉交差点）
- 国道17号 前橋渋川バイパス（渋川市半田・半田交差点）
- 国道291号（渋川市半田、終点）